# День суспільного надбання
День суспільного надбання (англ. Public Domain Day) — відзначення дати, коли завершується строк дії авторських прав і твори переходять до суспільного надбання. Юридично цей перехід відбувається щороку, зазвичай —1 січня, залежно від законів різних країн.
Святкування «Дня суспільного надбання» спочатку було неофіційним; найперша відома згадка належить канадському активісту Волісу Макліну (англ. Wallace McLean) і стосується 2004 року, підтримав цю ідею Лоуренс Лессіг. Вебсайт Public Domain Day наводить авторів, твори яких переходять у суспільне надбання на 2010 рік. У цей день у світі проводяться різноманітні акції, присвячені цьому дню.

## Суспільне надбання

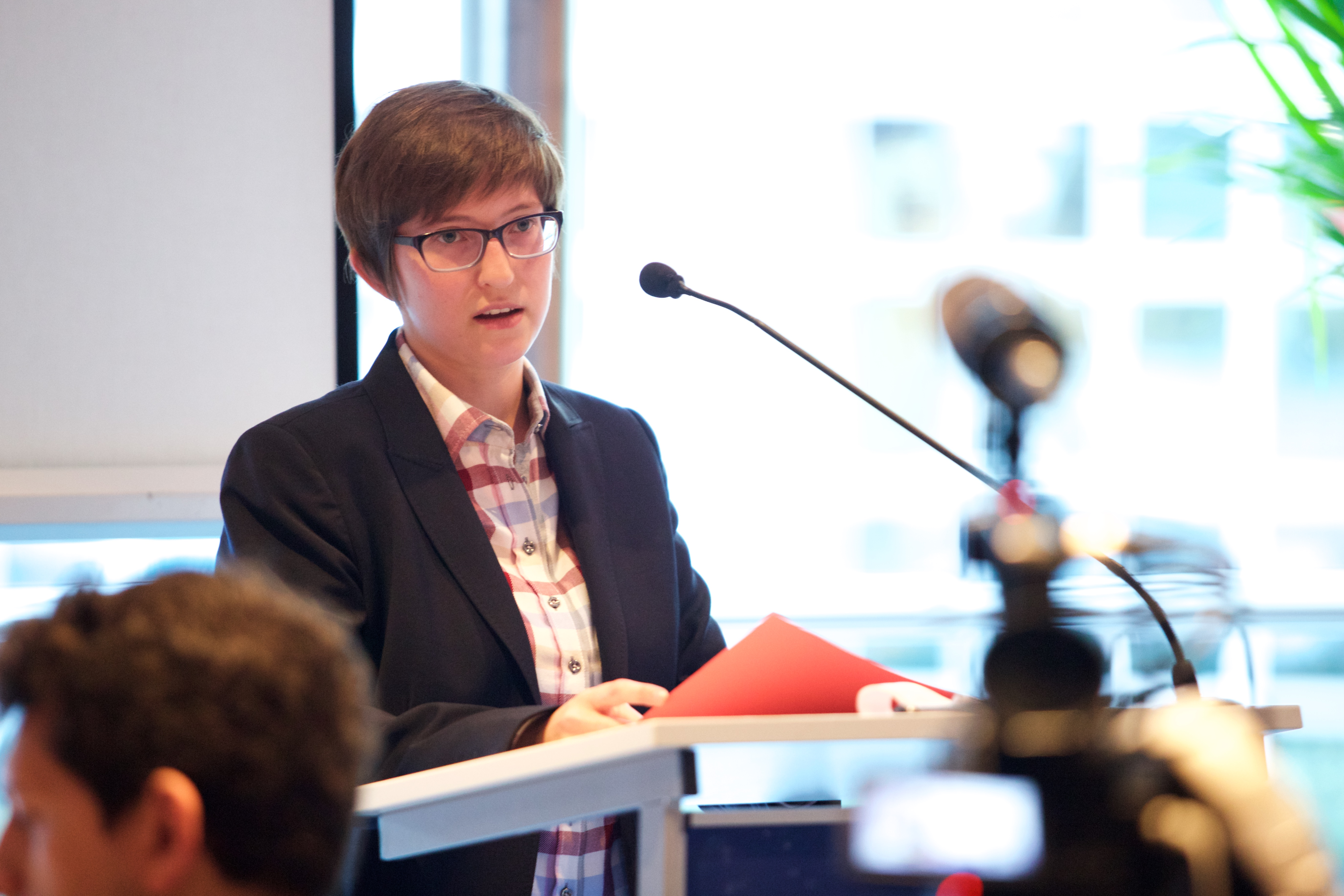
Фото у суспільному надбанні зі святкування Дня суспільного надбання 2016 року (Брюссель)

Строк дії захисту авторських прав, як правило, описано як життя автора плюс певна кількість років після його смерті (чи pma: post mortem auctoris). У багатьох країнах це зазвичай означає, що минуло 70 років з дня смерті автора. Після закінчення цього періоду твори цих авторів стають повністю доступними, тож будь-хто — без необхідності отримати попередній дозвіл — може отримати доступ до них і використовувати їх для будь-яких цілей. З погляду права це відбувається в перший день Нового року (1 січня). Це означає, що твори авторів, які померли в 1936 році, перейшли в суспільне надбання 1 січня 2007 року.
Оскільки ця норма відмінна у законодавстві різних країн, перехід твору в суспільне надбання не є однаковим у всьому світі. Найбільш помітним винятком є США, де жодна додаткова опублікована робота не увійде до суспільного надбання автоматично до 2019. Схема авторських прав в Австралії має ще більш обмежувальний характер, там жодного Дня суспільного надбання не буде до 2026 року. На більшій частині території Європи, у Канаді та Новій Зеландії, різні твори переходять до суспільного надбання. До суспільного надбання перейшло б значно більше робіт, але за останні роки відбулися обмежувальні зміни у законодавстві низки країн.
Так, у 2010 році до суспільного надбання перейшли твори Зигмунда Фрейда, Вільяма Батлера Єйтса, Форда Медокса Форда та Артура Рекема. 2011 року до суспільного надбання перейшли твори таких авторів, як Бабель Ісак Еммануїлович, Вальтер Беньямін, Джон Бакен Твідсмур, Булгаков Михайло Опанасович, Френсіс Скотт Фіцджеральд, Емма Голдман, Пауль Клее, Сельма Лагерлеф, Троцький Лев Давидович, Віто Вольтерра, Натанаель Вест та інші. У 2017 році серед авторів — Герберт Уеллс.

## Відзначення

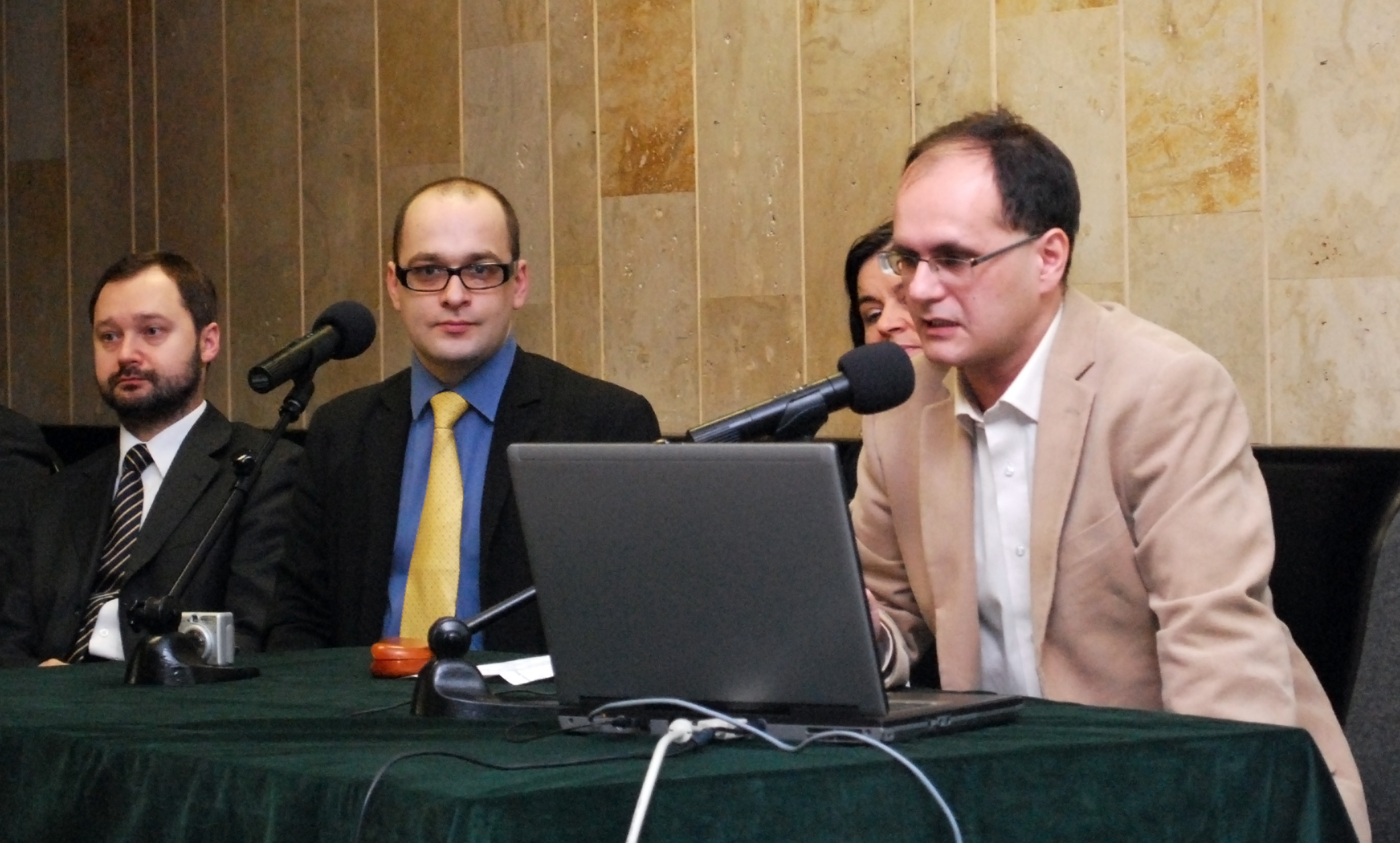
Святкування дня суспільного надбання у Польщі (2008)

Відсутні відомості про те, коли саме цей день почали відзначати, але Лоуренс Лессіг згадав про відзначення 2004 року. Це свято відзначають Project Gutenberg, Creative Commons. Заходи з нагоди цього дня проводяться у Польщі, Німеччині, Швейцарії, Італії, Ізраїлі тощо.
У січні 2011 року Open Knowledge Foundation запустила The Public Domain Review — огляд робіт, які перейшли до суспільного надбання.